# Rudolf Amendt
Rudolf Amendt, in den USA auch Rudolph Anders, Robert Davis und Robert O. Davis (* 17. Dezember 1895 in Waldkirch, Deutsches Reich; † 27. März 1987 in Woodland Hills (Los Angeles), Vereinigte Staaten) war ein deutsch-amerikanischer Schauspieler.

## Leben und Wirken
Amendt hatte zur Zeit der Weimarer Republik als Theaterschauspieler gearbeitet und wurde sowohl in die deutsche Provinz (z. B. nach  Königsberg in Preußen) als auch nach Berlin (ans englischsprachige Theater) geholt. Am  27. August 1928 reiste Amendt für ein Gastspiel ans Deutsche Theater in Milwaukee erstmals in die USA; seit dem 2. Mai 1932 lebte er ständig in den Vereinigten Staaten. Einen Tag vor Heiligabend 1938 wurde Amendt eingebürgert, kehrte aber 1949 vorübergehend nach Europa zurück.
Seinen Einstand vor einer Kinokamera gab Amendt noch in Deutschland beim ausgehenden Stummfilm. Seit 1933 war er unter den Pseudonymen Rudolph Anders, Robert Davis und Robert O. Davis mit kleinen Rollen in einer Fülle von Hollywoodproduktionen zu sehen, in den Anfangsjahren aber auch weiterhin als Rudolf bzw. Rudolph Amendt. Der gebürtige Baden-Württemberger füllte das klassische Fach deutscher US-Emigranten aus: er spielte Ausländer aller Arten – Butler und Adelige, Offiziere und Barkeeper, Polizisten und Ärzte. Besonders in den Jahren 1939 bis 1945, als es eine Fülle von Nazis in Propagandafilmen zu besetzen galt, wurde Amendt sehr häufig gebucht. Gegen Ende der 1960er Jahre zog sich Rudolf Amendt nach einer Reihe von Gastrollen in einzelnen Folgen von Fernsehserien aus der Schauspielerei zurück.
Im März 1987 verstarb Rudolf Amendt im Alter von 91 Jahren in  Woodland Hills (Los Angeles), Vereinigte Staaten

## Filmografie (nur Kinofilme)
- 1929: Ludwig der Zweite, König von Bayern
- 1932: Peter Voß, der Millionendieb
- 1933: Primavera en otoño
- 1933: When Strangers Marry
- 1934: La ciudad de cartón
- 1934: Geheimnisse von Stambul (Stamboul Quest)
- 1934: The Fountain
- 1935: Spione küßt man nicht (Rendezvous)
- 1935: Sturm in der Südsee (Last of the Pagans)
- 1936: The Golden Arrow
- 1936: We’re in the Legion Now
- 1937: Champagnerwalzer (Champagne Waltz)
- 1937: Pariser Bekanntschaft (They Met in Paris)
- 1937: Hoheit flirtet (Thin Ice)
- 1938: That Mothers Might Live
- 1939: Ich war ein Spion der Nazis (Confessions of a Nazi Spy)
- 1939: Geheimagenten (Espionage Agent)
- 1939: Conspiracy
- 1939: The Mad Empress
- 1940: Four Sons
- 1940: Tödlicher Sturm (The Mortal Storm)
- 1940: Der große Diktator (The Great Dictator)
- 1941: Underground
- 1941: Shining Victory
- 1941: Down in San Diego
- 1941: Mr. Dynamite
- 1942: Sein oder nicht sein (To Be or Not to Be)
- 1942: Eagle Squadron
- 1942: Spy Smasher (Serial)
- 1942: Berlin Correspondent
- 1942: Sabotageauftrag Berlin (Desperate Journey)
- 1942: Junior Army
- 1942: Die Geheimwaffe (Sherlock Holmes and the Secret Weapon)
- 1943: Assignment in Brittany
- 1943: Tonight We Raid Calais
- 1943: Die Wacht am Rhein (Watch on the Rhine)
- 1943: The Strange Death of Adolf Hitler
- 1944: The Hitler Gang
- 1945: Counter-Attack
- 1945: Nevada Skies
- 1945: Escape in the Desert
- 1946: Dangerous Millions
- 1950: Kill or be Killed
- 1951: Target Unknown
- 1952: Actors and Sin
- 1953: Phantom From Space
- 1953: Flucht aus Schanghai (South Sea Woman)
- 1953: Die wunderbare Macht (Magnificent Obesession)
- 1954: Der Talisman (King Richard and the Crusaders)
- 1954: Jungle Gents
- 1954: Ein neuer Stern am Himmel (A Star is Born)
- 1957: She Demons
- 1958: Die Hexenküche des Dr. Rambow (Frankenstein 1970)
- 1959: Das gibt’s nur in Amerika (A Private’s Affair)
- 1960: General Pfeifendeckel (On the Double)
- 1961: Es begann in Rom (The Pigeon that Took Rome)
- 1963: Der Preis (The Prize)
- 1964: 36 Stunden (36 Hours)

## Einzelnachweis
1. ↑  Kay Weniger: „Es wird im Leben dir mehr genommen als gegeben …“. Lexikon der aus Deutschland und Österreich emigrierten Filmschaffenden 1933 bis 1945. Eine Gesamtübersicht. ACABUS Verlag, Hamburg 2011, ISBN 978-3-86282-049-8, S. 54.

| Personendaten    | Personendaten                                    |
| ---------------- | ------------------------------------------------ |
| NAME             | Amendt, Rudolf                                   |
| ALTERNATIVNAMEN  | Anders, Rudolph; Davis, Robert; Davis, Robert O. |
| KURZBESCHREIBUNG | deutsch-amerikanischer Schauspieler              |
| GEBURTSDATUM     | 17. Dezember 1895                                |
| GEBURTSORT       | Waldkirch, Deutsches Reich                       |
| STERBEDATUM      | 27. März 1987                                    |
| STERBEORT        | Woodland Hills (Los Angeles), Vereinigte Staaten |